# Bite It Like a Bulldog
«Bite It Like a Bulldog» es un sencillo de Lordi, publicado el 3 de septiembre de 2008. Es el primer sencillo del álbum Deadache. Es una canción de Mr. Lordi y de OX. También se ha hecho un videoclip de la canción, publicado el 30 de septiembre de 2008. Sólo a la semana de ser publicado el sencillo, la lista Mitä hittiä  lo colocó en primer lugar.
«Bite It Like a Bulldog» también se estrenó en la radio en la emisora de Radio Rock el viernes 15 de agosto de 2008 por la tarde.
El 27 de agosto de 2008 Los miembros de Lordin: Awa, Kita y OX firmaron autógrafos en el 550 aniversario de Espoo. A los cazadores de autógrafos se les distribuyó gratuitamente el sencillo especial de edición limitada.

## Lista de canciones
1. «Bite It Like a Bulldog» (3:28)

## Créditos
- Mr. Lordi (Vocal)
- Amen (Guitarra)
- OX (Bajo)
- Kita (Batería)
- Awa (Piano)

## Rendimiento
| Año  | Conteo | Semana | Posición |
| ---- | ------ | ------ | -------- |
| 2008 | Top20  | 37     | 1        |
| 2008 | Top20  | 38     | 16       |